# Phoebe Bridgers
Phoebe Lucille Bridgers (Pasadena, 17 agosto 1994) è una cantautrice e chitarrista statunitense.

## Biografia
Phoebe Lucille Bridgers è nata il 17 agosto 1994 a Pasadena, in California, ed è cresciuta dividendosi tra le città di Pasadena e Ukiah. Ha conseguito gli studi liceali a Los Angeles.

### Esordi eStranger in the Alps(2016-2019)
Phoebe Bridgers ha pubblicato il suo EP di debutto, Killer, sull'etichetta discografica di Ryan Adams, PAX AM. A inizio 2016 ha accompagnato Julien Baker in tournée.
Nel giugno 2017 la cantante ha firmato un contratto discografico presso la Dead Oceans. Il 22 settembre 2017 ha pubblicato il suo album di debutto Stranger in the Alps, prodotto da Tony Berg ed Ethan Gruska, ricevendo recensioni positive dalla critica specializzata. La rivista Pebbal l'ha definito il miglior album di quell'anno.
Il 3 marzo 2018 si è esibita al programma CBS This Morning: Saturday con i brani Motion Sickness e Scott Street. A maggio ha registrato una cover di The Night We Met con i Lord Huron stessi, per la colonna sonora della seconda stagione della serie televisiva Netflix Tredici.
Nel 2018 Bridgers, Julien Baker e Lucy Dacus hanno fondato il gruppo Boygenius; hanno pubblicato tre brani nel mese di agosto e un EP eponimo a novembre. A gennaio 2019 Phoebe Bridgers e Conor Oberst hanno annunciato la fondazione del loro gruppo Better Oblivion Community Center al The Late Show with Stephen Colbert, pubblicando un disco eponimo nel gennaio 2019. Ha esordito in 76ª posizione nella Official Albums Chart britannica e alla 20ª nella classifica belga. Il 17 ottobre 2019 è uscito Walking on a String?, collaborazione con Matt Berninger dei The National per il film Between Two Ferns: The Movie.

### Punisher(2020-presente)
Il 26 febbraio 2020 la cantante ha pubblicato la canzone Garden Song insieme al suo videoclip, seguita da Kyoto il 9 aprile. Il 3 aprile ha partecipato al singolo Jesus Christ 2005 God Bless America e ad altre sue tracce del disco Notes on a Conditional Form del gruppo britannico The 1975.
Con la pubblicazione di Kyoto, Bridgers ha annunciato tramite social media che il suo secondo album, intitolato Punisher, sarebbe stato diffuso il 19 giugno 2020; è stato tuttavia pubblicato un giorno prima, il 18. È stato acclamato universalmente dalla critica musicale. Nel novembre 2020 ha pubblicato gli EP Copycat Killer e If We Make It Through December. Per il suo lavoro, Bridgers ha ricevuto quattro candidature ai Grammy Awards 2021: miglior artista esordiente, miglior album alternative per Punisher e miglior interpretazione rock e miglior canzone rock per Kyoto.
Il 1º dicembre 2020 Bridgers ha pubblicato il video musicale per la traccia Savior Complex; è stato diretto da Phoebe Waller-Bridge e vede protagonista Paul Mescal, un chihuahua e Phoebe Bridgers stessa. Nello stesso mese figura in qualità di artista ospite nell'album Man on the Moon III: The Chosen di Kid Cudi, con cui collabora al brano Lovin' Me.
Il 16 aprile 2021 è uscito l'album di Paul McCartney McCartney III Imagined, reinterpretazione dell'album McCartney III con cover e remix fatte da artisti esterni, dove Bridgers reinterpreta il brano Seize The Day.

## Vita privata
Bisessuale, dal 2021 al 2022 ha avuto una relazione con l'attore irlandese Paul Mescal.

## Discografia
- 2017 – Stranger in the Alps
- 2018 – boygenius (Con Julien Baker e Lucy Dacus)
- 2019 – Better Oblivion Community Center (Con Conor Oberst)
- 2020 – Punisher

### EP
- 2014 – Killer
- 2016 – 2016 Tour CD
- 2020 – Copycat Killer
- 2020 – If We Make It Through December
- 2022 - So Much Wine

### Singoli

#### Come artista principale
- 2014 – Waiting Room
- 2015 – Killer
- 2017 – Smoke Signals
- 2017 – Motion Sickness
- 2017 – Funeral
- 2017 – Have Yourself a Merry Little Christmas
- 2018 – Christmas Song
- 2018 – Spotify Singles
- 2019 – Little Trouble b/w Sleepwalkin' (Daydreamin' version) (Con Conor Oberst)
- 2019 – 7 O'Clock News / Silent Night (feat. Fiona Apple e Matt Berninger)
- 2020 – Garden Song
- 2020 – Kyoto
- 2020 – I See You
- 2020 – I Know the End
- 2020 – Savior Complex
- 2020 – Kyoto (Copycat Killer Version)
- 2021 – Spotify Singles
- 2021 – Nothing Else Matters (Cover dei Metallica)
- 2021 – That Funny Feeling (Cover di Bo Burnham)
- 2021 – Day After Tomorrow (Cover di Tom Waits)
- 2022 – Chinese Satellite (Live from Sound City)
- 2022 – Sidelines
- 2022 – Goodbye to Love (From "Minions: The Rise of Gru" Soundtrack) (Cover dei Carpenters)

#### Come artista ospite
- 2017 – Until We Both Get Bored (con Zander Hawley)
- 2017 – Shame (con Storefront Church)
- 2018 – The Night We Met (con i Lord Huron)
- 2019 – Walking on a String (con Matt Berninger)
- 2020 – Enough for Now (con Ethan Gruska)
- 2021 – Nothing New (Taylor's Version) [From the Vault] (con Taylor Swift)
- 2021 - Runaway Horses (Pressure Machine) (con Brandon Flowers)
- 2023 - Your Mind is Not Your Friend (con i The National)